# Tenomerga yamato
Tenomerga yamato is een keversoort uit de familie Cupedidae. De wetenschappelijke naam van de soort is voor het eerst geldig gepubliceerd in 1985 door Miyatake.